# آرانخوئز
آرانخوئز (به اسپانیایی: Aranjuez) یکی از دهستان‌های اسپانیا و نیز یک شهر در اسپانیا است که در منطقه مادرید (بخش خودمختار) واقع شده‌است.

## خصوصیات
آرانخوئز ۱۸۹٫۱ کیلومترمربع مساحت و ۵۴٬۰۵۵ نفر جمعیت دارد و ۴۹۴ متر بالاتر از سطح دریا واقع شده‌است.

## خواهرخوانده
شهر اسیلخا خواهرخواندهٔ آرانخوئز هست.